# Dictyna columbiana
Dictyna columbiana är en spindelart som beskrevs av Becker 1886. Dictyna columbiana ingår i släktet Dictyna och familjen kardarspindlar. Inga underarter finns listade i Catalogue of Life.